# Reichlin von Meldegg (Adelsgeschlecht)

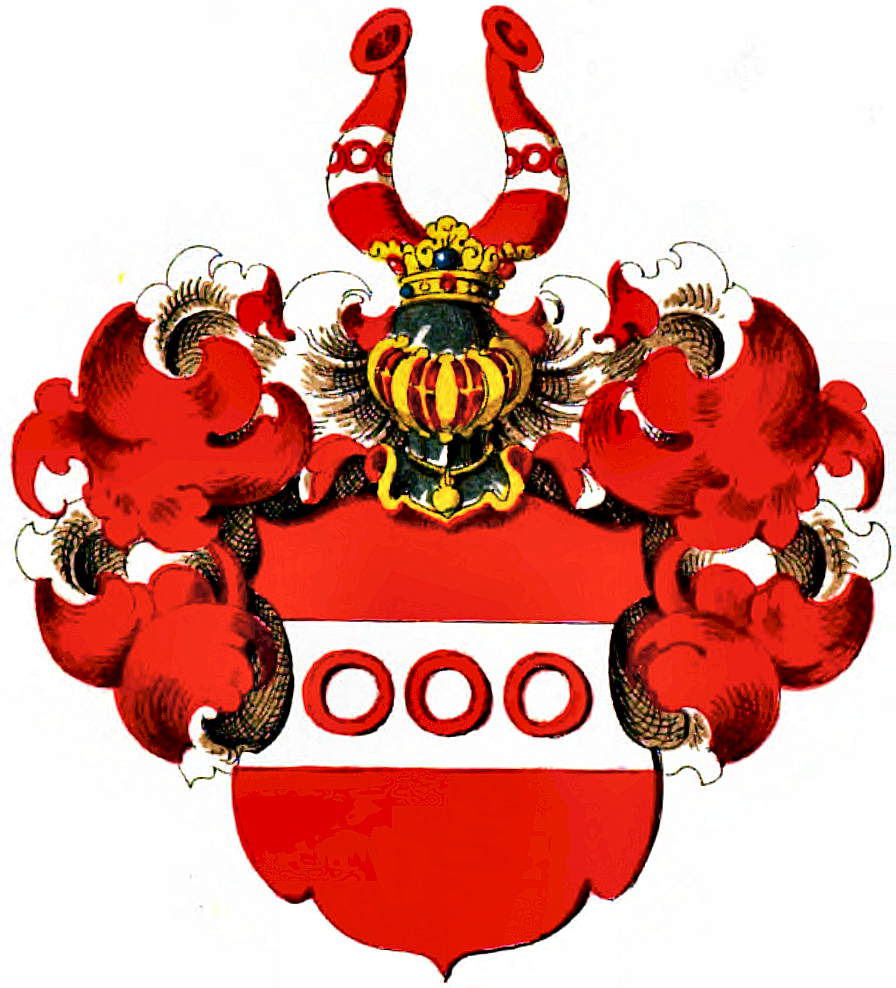
Wappen der Freiherren Reichlin von Meldegg

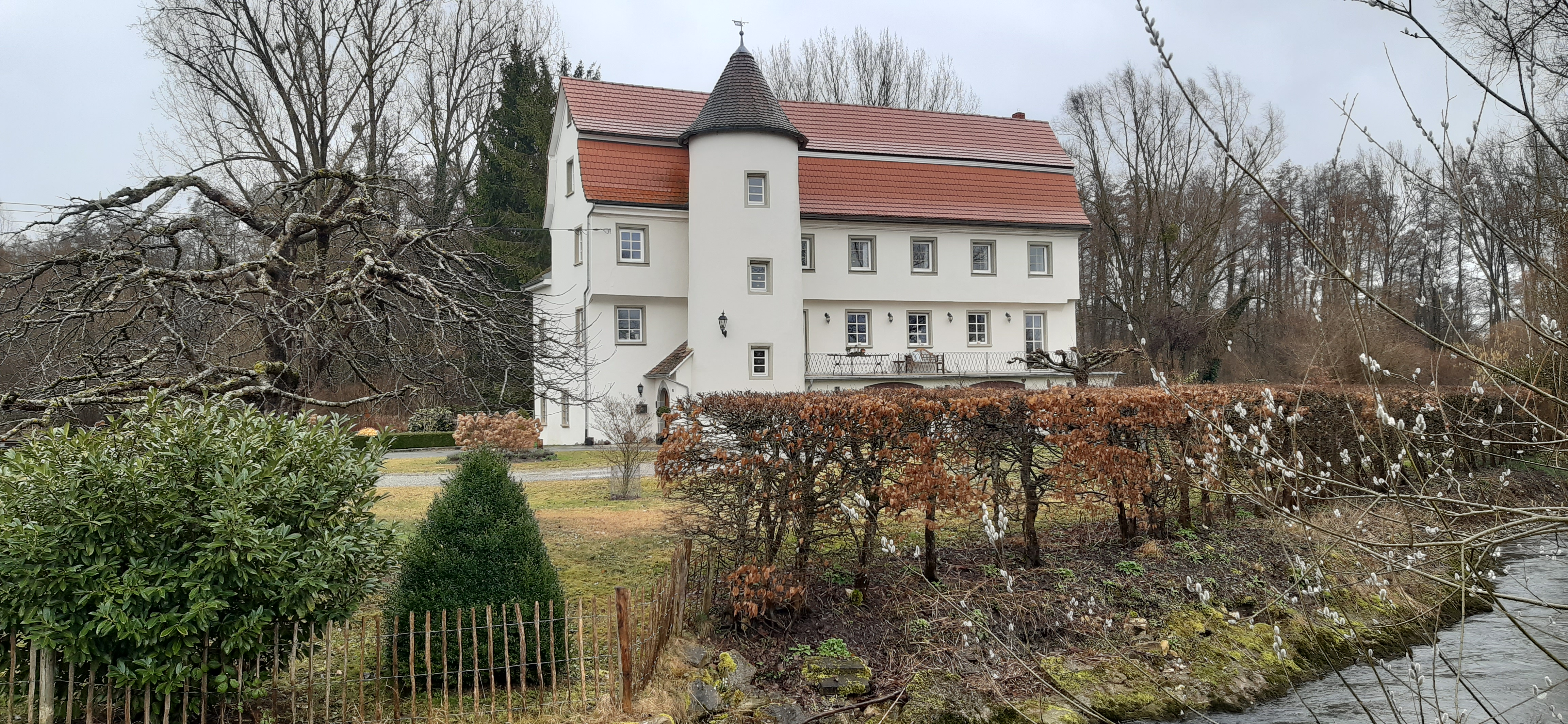
Das Schlössle Meldegg in Beuren an der Aach

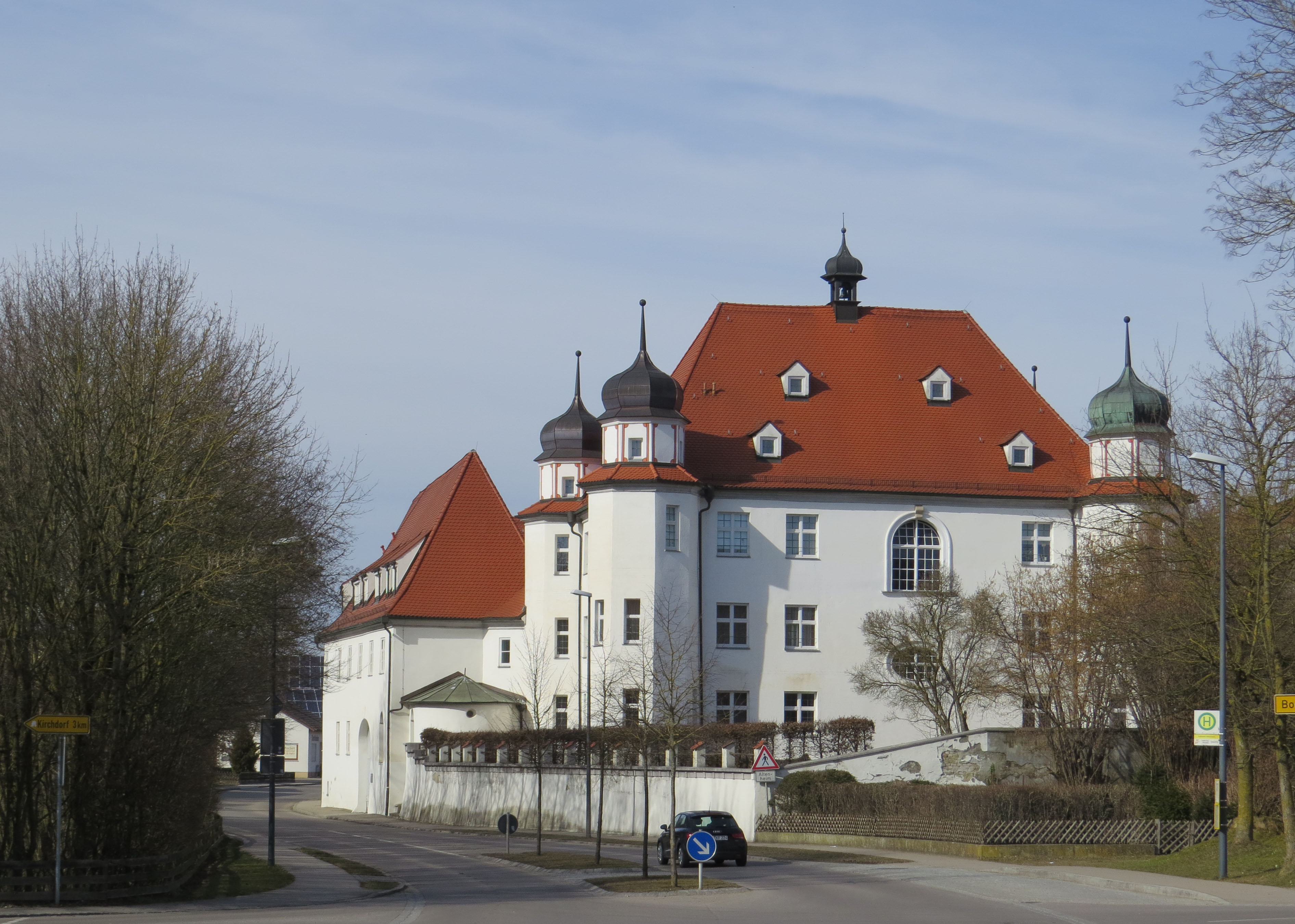
Schloss Fellheim

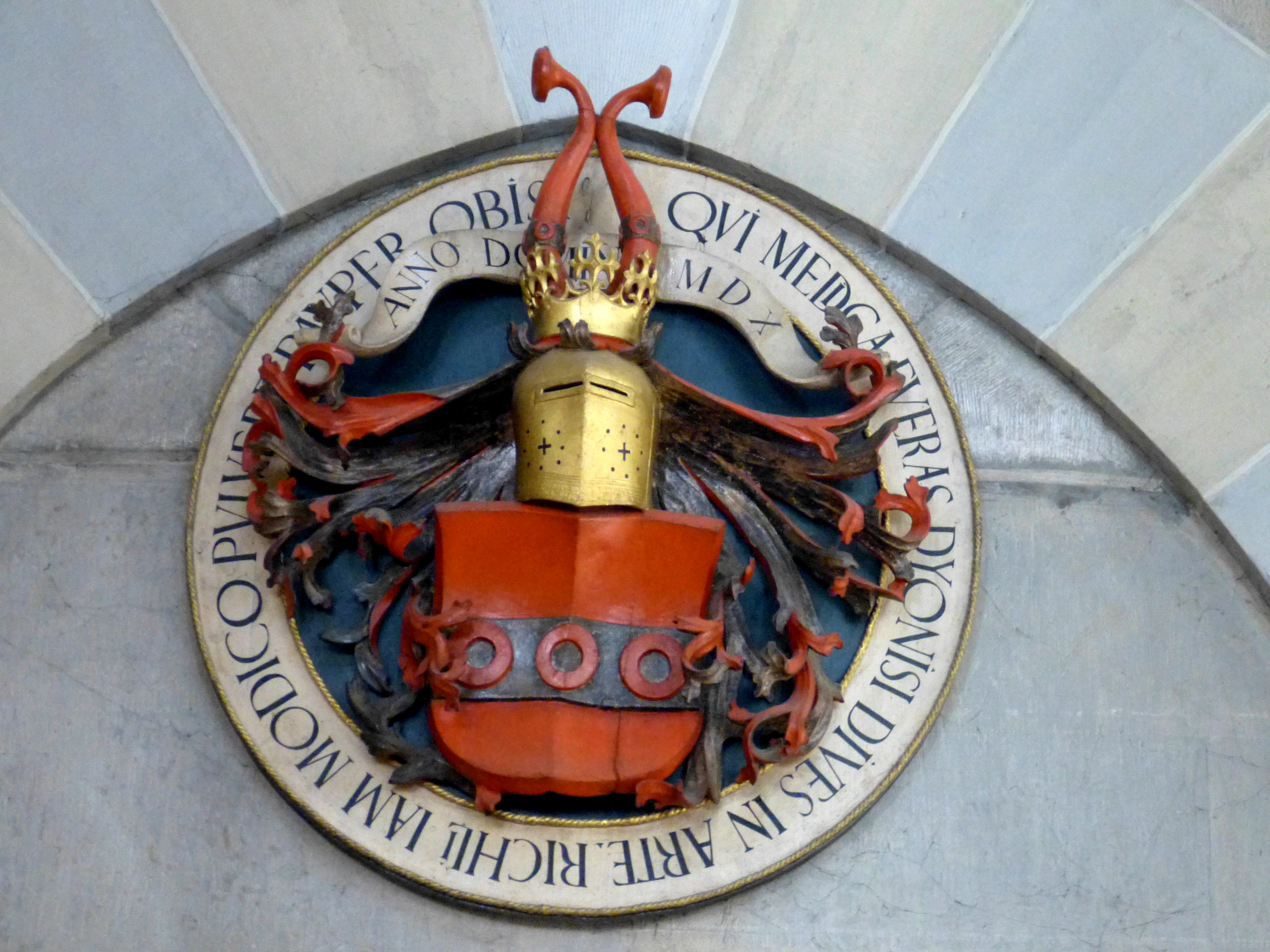
Totenschild „Dyonisi Richli“ 1510 in Überlingen

Reichlin von Meldegg ist der Name einer süddeutschen freiherrlichen Adelsfamilie.

## Herkunft und Geschichte
Stammvater dieses ursprünglich bürgerlichen deutschen Adelsgeschlechtes ist der Arzt Joß Richli (Jodocus Reichlin), Bürger von Konstanz, der 1409 in Konstanz verstarb und der von dem aus St. Gallen stammenden Hans von Meldegg, dem Letzten seines Geschlechts, Namen und Wappen übernahm.
Das Geschlecht verbreitete sich zunächst im Bodensee-Raum und gehörte zum Patriziat der Reichsstadt Überlingen. Am 28. Juli 1465 erhob Kaiser Friedrich III. den Lehrer der Arzneikunde Andreas Reichlin in den erblichen Reichsadelsstand. Kaiser Karl V. erteilte dem Christoph Reichle am 27. September 1530 einen weiteren Adelsbrief mit von Meldegg und bestätigte ihm gleichzeitig das Familienwappen.
Zwischen 1554 und 1677 waren die Reichlins im Besitz des Dorfes Beuren an der Aach. Auf sie geht auch der heute gebräuchliche Name des dortigen Schlössle Meldegg zurück, das 1663 mit der Heirat der Anna Reichlin von Meldegg an Johann Baptist von und zu Hornstein kam.
Sebastian Reichlin von Meldegg erhielt 1555 Fellheim als Kemptisches Lehen und errichtete 1557 Schloss Fellheim. Das Geschlecht hatte bis 1848 die dortige Grundherrschaft inne und bewohnte das Schloss bis 1923.
Die Familie verbreitete sich über den süddeutschen Raum und nach Österreich. Am 8. Juli 1813 wurde die Familie in Bayern als Reichlin von Meldegg bei der Freiherrnklasse wegen des seit 1652 bzw. 1680 nachweislich geführten Freiherrnstandes immatrikuliert. Auch in Württemberg wurde die Familie bei der Freiherrnklasse des ritterschaftlichen Adels eingetragen. In Österreich führte das Geschlecht den Namen Freiherr von Rechlien-Meldegg.
Xaver Ignaz Freiherr von Reichlin-Meldegg, fürstlich Thurn und Taxis'scher Hofmarschall, erbaute im 18. Jahrhundert das Schloss Höfling bei Regensburg. Sein Allianzwappen findet sich noch im Treppenhaus bzw. im großen Salon im ersten Stock. Da der Bau des Barockschlosses das Vermögen des Barons verschlang, verkaufte er das Schloss 1775 an Maria Anna Gräfin von Palm.

## Wappen

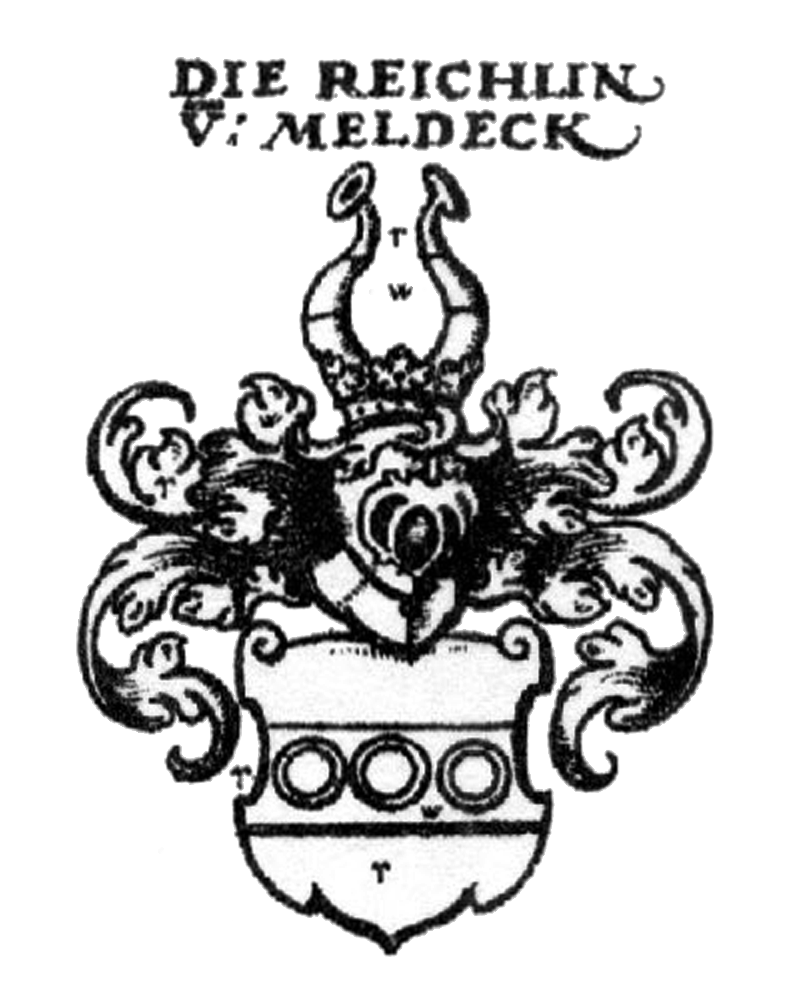
Wappen der Reichlin von Meldeck (Meldegg)

Stammwappen Meldegg (seit 1465): In Rot ein mit drei roten Ringen belegter silberner Balken; auf dem Helm mit rot-silbernen Decken zwei rote Büffelhörner mit einer silbernen Binde, darauf die Ringe.

## Bekannte Familienmitglieder
- Andreas Reichlin von Meldegg († 1477), Überlinger Patrizier
- Clemens Reichlin von Meldegg († 1516), Bürgermeister in Überlingen
- Jacob Reichlin von Meldegg († 1573), Bürgermeister in Ravensburg
- Sebastian Reichlin von Meldegg († 1578), Herr von Fellheim
- Anselm Reichlin von Meldegg (1679–1747), Fürstabt des Fürststifts Kempten
- Johann Franz Reichlin von Meldegg (1711–1788), Thurn und Taxis'scher Hofmarschall
- Castolus Reichlin von Meldegg (1743–1804), letzter Fürstabt von Kempten
- Marquard von Reichlin-Meldegg (1769–1845), bayerischer Generalmajor
- Karl Alexander von Reichlin-Meldegg (1801–1877), Theologe und Philosoph
- Josef Reichlin von Meldegg (1806–1876), badischer Beamter
- Karl Friedrich von Reichlin-Meldegg (1829–1919), K.u.K. Feldmarschallleutnant
- Hermann Reichlin von Meldegg (1832–1914), Offizier und Mitglied des Deutschen Reichstages
- Kuno von Reichlin-Meldegg (1836–1894), Philosoph und Privatdozent
- Albert Reichlin von Meldegg (1838–1893), preußischer Generalmajor
- Johann von Reichlin-Meldegg (1838–1913), K.u.K. Generalmajor
- Adolfine Reichlin-Meldegg (1839–1907), Malerin und Schriftstellerin
- Theophil von Reichlin-Meldegg (1846–1910), bayerischer General der Infanterie
- Aloys Reichlin von Meldegg (1855–1932), bayerischer Generalleutnant
- Irene Freifrau von Reichlin-Meldegg (1861–1943), Priorin des Benediktinerinnen-Stiftes am Nonnenberg in Salzburg
- Fee von Reichlin (1912–2002), deutsche Schauspielerin (Felizitas Reichlin von Meldegg)